# Шмидт, Пауль Феликс
Пауль Феликс Шмидт (нем. Paul Felix Schmidt; 20 августа 1916, Нарва — 11 августа 1984, Аллентаун) — немецкий шахматист, международный мастер (1950).
Родился в Эстонии, жил в Таллине. Во второй половине 1930-х выдвинулся в число сильнейших шахматистов Эстонии, составляя острую конкуренцию Паулю Кересу. Матч со Шмидтом на звание чемпиона Эстонии (1936) Керес (чемпион 1935) лишь с огромным трудом сумел свести вничью, выиграв последние две партии (3½ : 3½). Общий счёт с Шмидта с Кересом положительный: +6 −4 =1.
В составе сборной Эстонии участник 2-х Олимпиад (1937—1939). Из-за слабого здоровья Шмидт редко играл в соревнованиях, успехи чередовались с провалами.
В 1940 Шмидт, этнический немец, переехал в Германию. С успехом играл в военных и неудачно — в послевоенных немецких турнирах. В 1950-х гг. закончил шахматную карьеру и переехал в США, где работал инженером-химиком.

## Основные турнирные и матчевые результаты
| Год  | Наименование соревнования                            | + | − | = | Очки     | Место            |
| ---- | ---------------------------------------------------- | - | - | - | -------- | ---------------- |
| 1933 | Таллин, полуфинал чемпионата Эстонии                 | 4 | 0 | 3 | 5,5 из 7 | 1-2              |
|      | Матч (Каппе)                                         | 2 | 0 | 0 | 2 из 2   |                  |
| 1935 | Таллин, международный турнир                         | 5 | 1 | 2 | 6 из 8   | 1                |
| 1936 | Матч (Керес)                                         | 3 | 3 | 1 | 3½ из 7  |                  |
| 1937 | Пярну, международный турнир                          | 3 | 1 | 3 | 4½ из 7  | 1                |
|      | Стокгольм, олимпиада                                 | 4 | 4 | 8 | 8 из 16  |                  |
| 1939 | Буэнос-Айрес, олимпиада                              | 2 | 5 | 6 | 5 из 13  |                  |
| 1941 | Бад-Оксенхаузен, 8-й чемпионат Германии              | 6 | 1 | 4 | 8 из 11  | 1-2              |
|      | Краков/Варшава, 2-й чемпионат генерал-губернаторства | 6 | 0 | 5 | 8½ из 11 | 1-2 (с Алехиным) |
| 1942 | Зальцбург, международный турнир                      | 3 | 3 | 4 | 5 из 10  | 3-4              |
|      | Матч (Юнге)                                          | 3 | 0 | 1 | 3½ из 4  | 1                |

## Книги
- Schachmeister denken, Dietmannsried-Allgäu 1949.